# 阪和記念病院
阪和記念病院（はんわきねんびょういん）は、大阪府大阪市住吉区にある民間病院。救急告示病院に指定され、周辺地域の重症患者の救命を行っている。錦秀会グループの病院である。

## 沿革
- 1978年（昭和53年）9月 - 開設許可(病床数218床)
- 1978年（昭和53年）11月 - 保険医療機関の指定を取得し開院
- 1992年（平成4年）4月 - 基準看護の承認を受ける
- 1994年（平成6年）10月 - 新看護体制の届出を受理される
- 1996年（平成8年）9月 - 脳ドック開始
- 2003年（平成15年）4月 - 病院改装をし病床数を131床に変更(一般91床、療養40床)
- 2012年（平成24年）6月 - 救急体制充実の為第２救急処置室を設置する
- 2012年（平成24年）6月 - 売店1階から4階へ
- 2015年（平成27年）9月 - 病院改装に伴い、病床135床に変更
- 2022年（令和4年）6月 - 阪和住吉総合病院と統合し、現在地へ新築移転し新病院としてスタート[2]。

## 診療科
- 内科
- 外科
- 皮膚科
- 産婦人科
- 眼科
- 耳鼻咽喉科
- リハビリテーション科
- 放射線科
- 麻酔科
- 呼吸器内科
- 消化器外科
- 消化器内科
- 循環器内科
- 脊椎脊髄外科
- 整形外科
- 形成外科
- 脳神経外科
- 心臓血管外科

## 医療機関の認定
- 保険医療機関[3]
- 労災保険指定病院[3]
- 生活保護法指定病院(中国残留邦人等の円滑な帰国の促進並びに永住帰国した中国残留邦人等及び特定配偶者の自立の支援に関する法律(平成6年法律第30号)に基づく指定医療機関を含む。)[3]
- 公害医療機関[3]
- 指定自立支援病院（更生医療）[3]
- DPC対象病院[3]
- このほか、各種法令による指定・認定病院であるとともに、各学会の認定施設でもある。

## 交通アクセス
- JR阪和線「我孫子町駅」より徒歩約5分[2]
- 南海高野線「沢ノ町駅」より徒歩約10分[2]
- OsakaMetro 御堂筋線「長居駅」または「あびこ駅」より徒歩約20分[2]

## 周辺
- 沢之町公園[2]
- 大阪市住吉区役所[2]

## 系列病院
- 錦秀会グループ

- 阪和病院（医療法人錦秀会）
- 阪和住吉総合病院（医療法人錦秀会）
- 阪和第二病院（医療法人錦秀会）
- 阪和第二住吉病院（医療法人錦秀会）
- 阪和第一泉北病院（医療法人錦秀会）
- 阪和第二泉北病院（医療法人錦秀会）
- 神出病院（医療法人聖和錦秀会）
- 阪本病院（医療法人聖和錦秀会）
- 阪和いずみ病院（医療法人聖和錦秀会）